# NGC 2182
NGC 2182 (другое обозначение — LBN 998) — отражательная туманность в созвездии Единорога. Открыта Уильямом Гершелем 24 февраля 1786 года. NGC 2182 входит в состав молекулярного облака и R-ассоциации Единорог R2. В туманности прослеживаются две нитевидные структуры.
Этот объект входит в число перечисленных в оригинальной редакции «Нового общего каталога».
На фотографиях видно, что эта туманность связана с яркой звездой поля (её обозначение HD42261, видимая величина 9m, спектральный класс B4). Самая яркая часть туманности имеет форму полумесяца и простирается с северо-северо-запада на восток-юго-восток. Видны также слабые продолжения в основном на юго-запад и тусклая отдельная часть, окружающая звезду поля на запад-северо-западе. В любительский телескоп со средним диаметром объектива NGC 2182 наблюдается как очень тусклая туманность, окружающая звезду 9m; она очень маленькая и слабая, лучше видна с помощью периферийного зрения. Края туманности плохо очерчены, а звезда мешает наблюдаемости. Описание, сделанное Гершелем: «значительная звезда, окружённая очень слабой млечной пеленой».